# Gnathiidae
Gnathiidae (лат.) — семейство равноногих ракообразных из подотряда Cymothoida. Взрослые раки не питаются и ведут донный образ жизни в убежищах, образованных, например, пустыми раковинами морских желудей или губками. Молодые особи хорошо плавают и существуют за счёт периодического паразитирования на морских костистых и хрящевых рыбах. Насчитывают около 200 видов.

## Строение
Характерная черта Gnathiidae — наличие лишь шести свободных сегментов в составе переона: в отличие от других равноногих не только первый, но и второй грудной сегмент сливается с головой; его конечности преобразованы во вторую пару ногочелюстей — пилоподы (англ. pylopodes). Другая особенность — сильная редукция последнего грудного сегмента, сопровождающаяся утратой конечностей: у прочих представителей отряда подобное явление, как правило, имеет место лишь у молодых особей, тогда как у Gnathiidae сохраняется и во взрослом состоянии. Количество ходных ног у представителей семейства, таким образом, на всех стадиях сокращено до пяти пар. Грудь резко переходит в значительно более узкое брюшко, или плеон, состоящий из пяти свободных сегментов и плеотельсона.

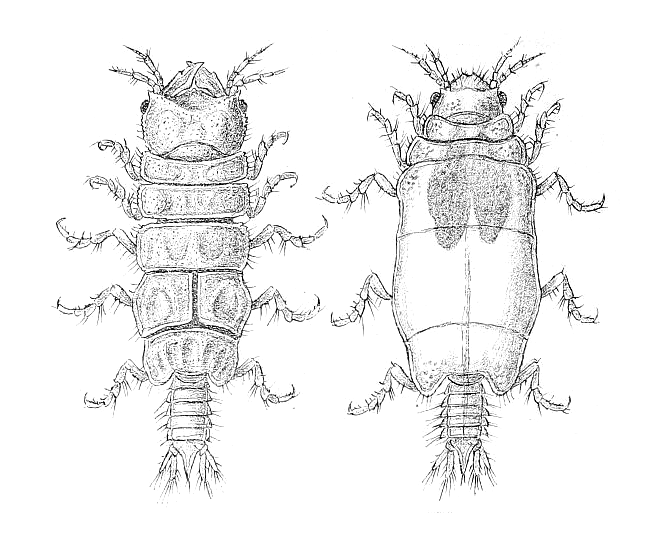
Caecognathia elongata (самец и самка)

Взрослые особи обладают выраженным половым диморфизмом: широкая, уплощённая голова самца несёт крупные направленные вперёд мандибулы, тогда как голова самок обладает значительно меньшими размерами и вовсе лишена мандибул. Представители обоих полов обычно обладают крупными глазами, которые часто расположены на коротких неподвижных выростах — глазных лопастях. Тем не менее, большинство глубоководных видов глаз лишено. Самки вынашивают потомство не в марзупиуме, а в полости тела, причём зародыши в ходе развития замещают часть внутренних органов матери.

## Размножение и развитие

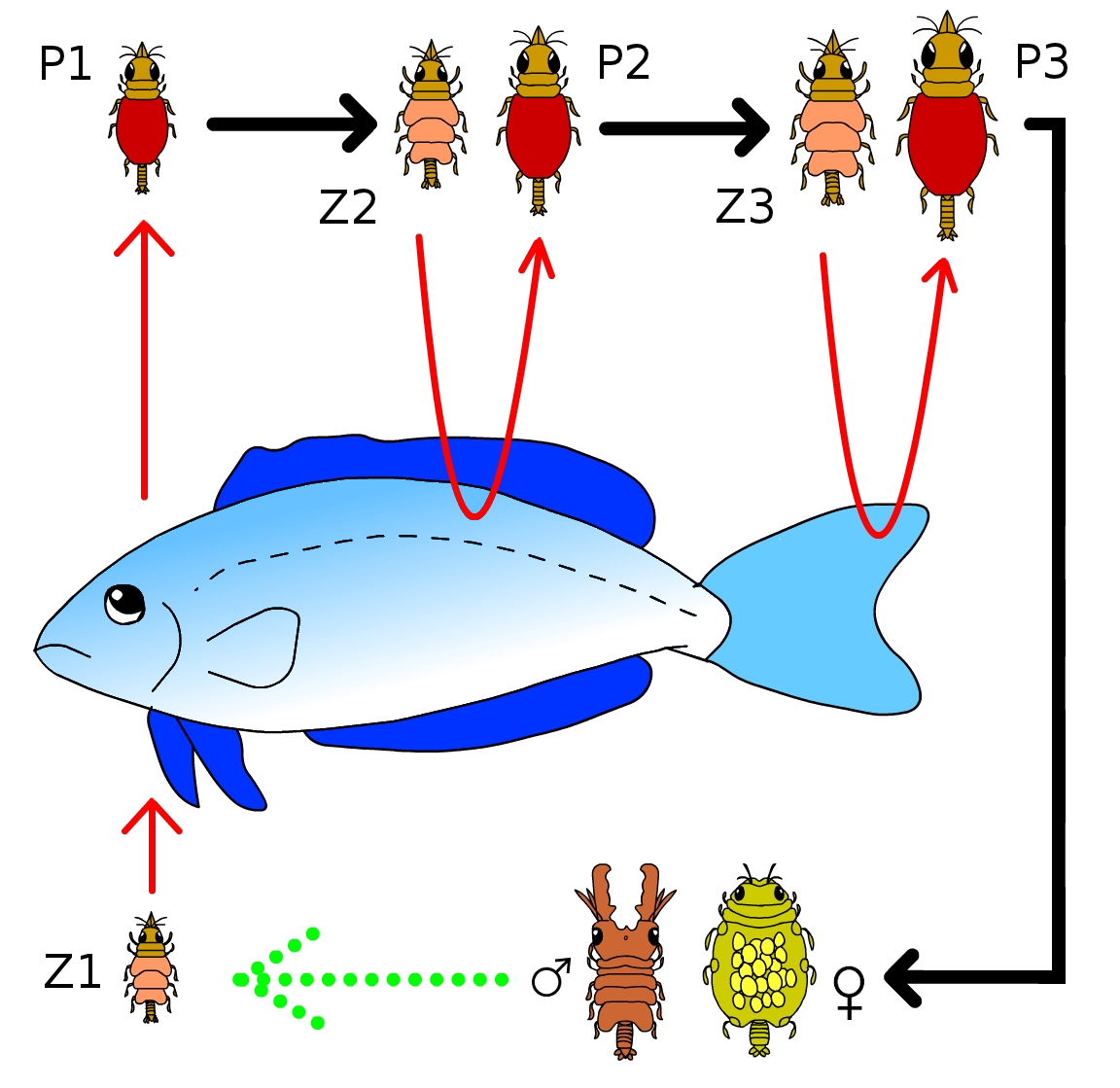
Общая схема жизненного цикла Gnathiidae: Z1-Z3 — zuphea, P1-P3 — praniza, ♀♂ — взрослые самка и самец. Чёрные стрелки — линьки, красные — прикрепление/открепление от хозяина, зелёная — граница между поколениями

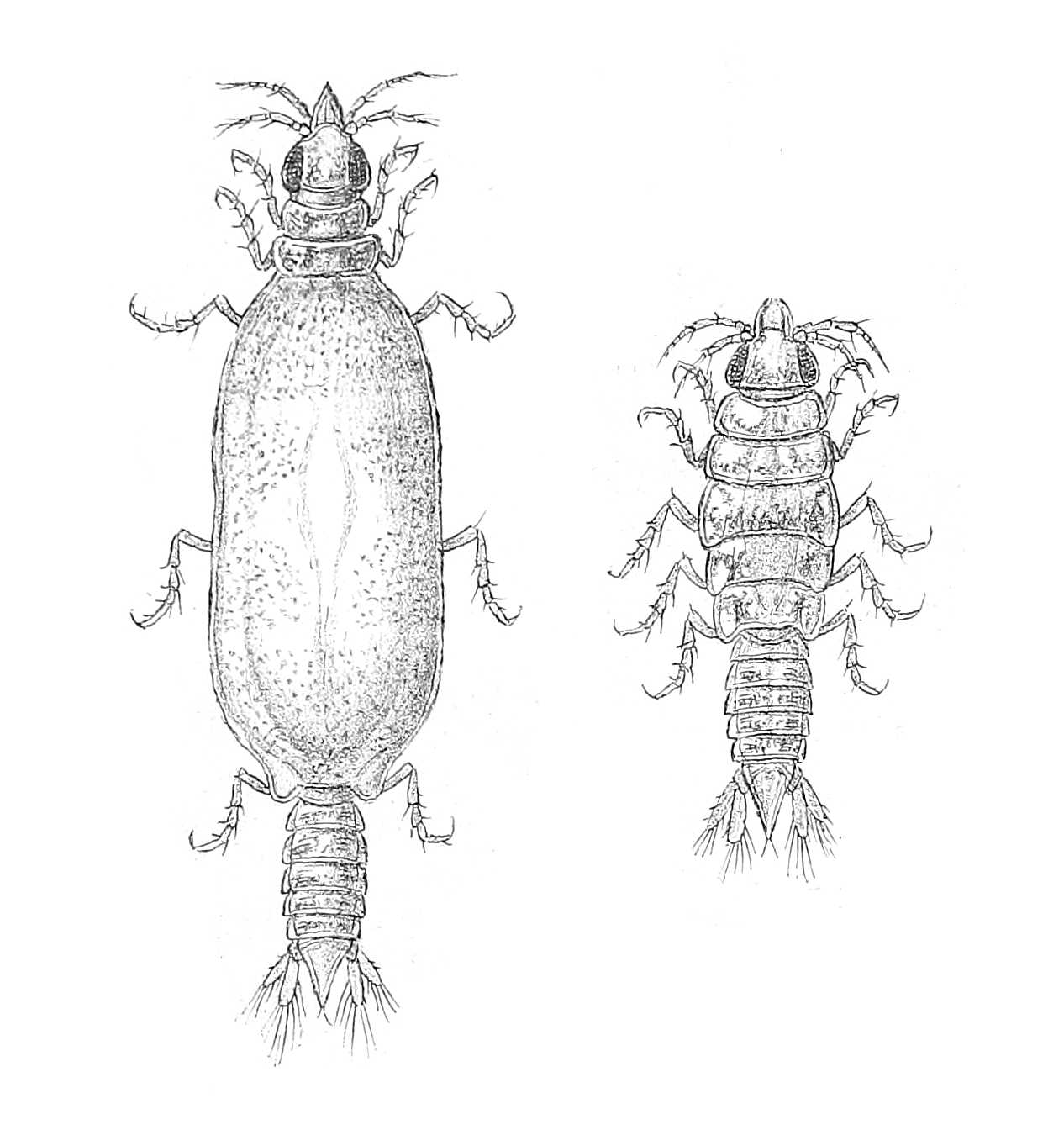
Неполовозрелые особи Gnathia maxillaris: после питания (praniza, слева) и до (zuphea, справа)

Из яйца, как и у всех изопод, появляется молодая особь на стадии манки. У Gnathiidae первая и каждая следующая стадии манки подразделены на два хорошо морфологически выраженных этапа: до питания на хозяине (zuphea) и после питания (praniza). На этапе zuphea молодые особи поднимаются в толщу воды и активно ищут рыбу-хозяина. После прикрепления к покровам с помощью снабжённых крючьями переоподов, рачки вгрызаются в ткани хозяина, повреждают кровеносный сосуд и некоторое время питаются кровью. Длительность паразитирования на одной рыбе у разных форм варьирует от нескольких часов (у паразитов костных рыб) до нескольких недель (у некоторых паразитов хрящевых рыб). Заполняющийся при поглощении большого количества крови кишечник настолько сильно раздувается, что расправляет складки кутикулы нескольких грудных сегментов. На этом этапе, называемом praniza (праница), рачок покидает хозяина, ищет на дне убежище и там переваривает пищу. По окончании процесса пищеварения происходит линька на следующую стадию: zuphea следующего возраста заражает нового хозяина. Всего в жизненном цикле у Gnathiidae три питающиеся стадии: после линьки третья praniza становится взрослой особью, которая уже не покидает занятого убежища, не питается и приступает к размножению. Обычно в занятых Gnathiidae убежищах находятся один самец и несколько самок.

## Таксономия
В настоящее время Gnathiidae рассматривают в составе подотряда Cymothoida, хотя ещё недавно были распространены представления о выделении семейства в собственный подотряд Gnathiidea (или даже собственный отряд Gnathiida). Около 200 современных видов подразделяют на 12 родов:
- Afrignathia Hadfield et Smit, 2008
- Bathygnathia Dollfus, 1901
- Bythognathia Camp, 1988
- Caecognathia Dollfus, 1901
- Elaphognathia Monod, 1926
- Euneognathia Stebbing, 1893
- Gibbagnathia Cohen et Poore, 1994
- Gnathia Leach, 1814
- Monodgnathia Cohen et Poore, 1994
- Paragnathia Omer-Cooper et Omer-Cooper, 1916
- Tenerognathia Tanaka, 2005
- Thaumastognathia Monod, 1926